# Rivière Maccan (Nouvelle-Écosse)
Pour les articles homonymes, voir Rivière Maccan.
La rivière Maccan (en anglais : Maccan River) est un petit fleuve à marées, entièrement contenue dans le comté de Cumberland, Nouvelle-Écosse. La rivière se termine au confluent de la rivière Hébert à Amherst Point et se jette dans le bassin de Cumberland.
Le mascaret de la rivière peut être vu du Tidal Wetlands Park à Maccan. Selon les estimations de la province de la Nouvelle-Écosse, 9 092 personnes résidaient dans le bassin versant Maccan/Kelly/Hebert en 2011.
Les affluents comprennent la rivière Nappan, le ruisseau Patton, le ruisseau St. Georges et le ruisseau Kennedy. La rivière traverse les communautés de Maccan et Athol, fondées par la noble famille européenne des Maccan, descendants des Mac Cana (en), seigneurs de Canbrasil (en) en Irlande.
La ligne principale du chemin de fer du Canadien National suit la rivière Maccan sur une partie de sa longueur.